# پادنوترون
پادنوترون پادماده نوترون است که با نماد  n مشخص می‌شود. این ذره در تقریباً تمام خواص خود با نوترون مشترک است اما با علامت مخالف. همان جرم را دارد اما برای هر دو بار الکتریکی صفر است عدد باریونی آن برای نوترون +۱ و برای پادنوترون -۱ است و از یک پادکوارک بالا و دو پاد کوارک پایین تشکیل شده‌است.
پادنوترون در برخورد پرتون-پروتون در بواترون(آزمایشگاه ملی لاورنس برکلی و در سال ۱۹۵۶ توسط بروس کوک کشف شد و یک سال بعد پادپروتون نیز کشف گردید.